# جوان إدواردز
جوان إدواردز (بالإنجليزية: Joan Edwards)‏ هي كاتبة أغاني وإذاعية وممثلة أمريكية، ولدت في 13 فبراير 1919 في نيويورك في الولايات المتحدة، وتوفيت في 27 أغسطس 1981.

## وصلات خارجية
- جوان إدواردز على موقع IMDb (الإنجليزية)
- جوان إدواردز على موقع قاعدة بيانات برودواي على الإنترنت (الإنجليزية)